# Roma Tre
Roma Tre, officiellt Università degli studi Roma Tre, är ett av Roms universitet, grundat 1992. Vid Roma Tre finns fakulteter för bland annat arkitektur, ekonomi och matematik.